# Це велике почуття
Це велике почуття (англ. It's a Great Feeling) — американський комедійний мюзикл режисера Девіда Батлера 1949 року.

## Сюжет
Кінопродюсер Артур Трент в скрутному становищі. У п'ятницю повинні початися зйомки фільму «Мадемуазель Фіфі», за участю акторів Денніса Моргана і Джека Карсона. Але ніхто з голлівудських режисерів, не бажає працювати з Карсоном. Трентові не залишається нічого іншого, як запропонувати Карсону самому зняти фільм. Але це ще не все. Потрібна виконавиця головної жіночої ролі, адже жодна самодостатня акторка також не зніматиметься з Карсоном, тим більше під його керівництвом. Тоді Морган пропонує Карсону запросити на головну роль молоденьку офіціантку Джуді Адамс.

## У ролях
- Денніс Морган — Денніс Морган
- Доріс Дей — Джуді Адамс
- Джек Карсон — Джек Карсон
- Білл Гудвін — Артур Трент
- Клер Карлтон — Грейс

У фільмі в численних, дещо пародійних сценках — камео з'являються відомі актори, серед них Ґері Купер.

## Музичні номери
Доріс Дей виконала соло пісні «At the Cafe Rendezvous», «That Was a Big Fat Lie» і «Blame My Absent-Minded Heart», в той час як Джек Карсон співає «Fiddle Dee Dee», а Денніс Морган виконує «Give Me a Song with a Beautiful Melody». Доріс Дей, Джек Карсон і Денніс Морган разом виконали пісню «There's Nothing Rougher than Love».